# Berwick-upon-Tweed
Koordinaten: 55° 46′ N, 2° 0′ W
Berwick-upon-Tweed [ˈbɛɹɪk əˈpɒn ˈtwiːd] ⓘ ist eine Stadt in Northumberland an der englischen Ostküste. Die nördlichste Stadt Englands liegt auf einer Halbinsel an der Mündung des Flusses Tweed, der in dieser Gegend die Grenze zwischen England und Schottland bildet. Obwohl die Stadt auf der nördlichen (schottischen) Seite des Flusses liegt, gehört sie zu England, da die Grenze um Berwick herum verläuft, und bildet somit den einzigen Teil Englands nördlich des Tweed. Sie gab aber auch der schottischen Grafschaft Berwickshire ihren Namen, deren Hauptstadt sie im Mittelalter war. Berwick war Verwaltungssitz des ehemaligen Distrikts Borough of Berwick-upon-Tweed. Bei der Volkszählung von 2001 hatte die Stadt (einschließlich der Ortsteile Spittal, Tweedmouth und Ord) 11.665 Einwohner, der Distrikt 25.949.
Der Name der Stadt geht auf das angelsächsische Bere-wic zurück, das „Gersten-Farm“ bedeutet. Der örtliche Dialekt, „Tweedside“, ist eine Mischung aus dem schottischen Dialekt der Lowlands und der Mundart von Northumberland, tendiert jedoch deutlich mehr zum Schottischen. Dem entspricht, dass die Entfernung zur schottischen Hauptstadt Edinburgh etwas geringer ist als nach Newcastle upon Tyne, dem Zentrum von Nordostengland.
Aufgrund seiner einzigartigen Lage hatte Berwick seit der Mitte des 11. Jahrhunderts mehr als 300 Jahre lang eine strategische Schlüsselposition in den Kriegen zwischen England und Schottland und war Schauplatz einer Reihe von kriegswichtigen Ereignissen in den englisch-schottischen Grenzkriegen. Diese Grenzlage prägt die Stadt bis heute. Sie spiegelt sich auch in der Architektur der Stadt wider, vor allem in den hervorragend erhaltenen Befestigungsanlagen aus elisabethanischer Zeit.

## Wirtschaft
Berwick ist Marktort und, das am Südufer des Tweed gelegene Tweedmouth mitgezählt, ein (wenn auch sehr bescheidener) Seehafen. 59,5 % der Bevölkerung sind erwerbstätig, die Arbeitslosenquote liegt bei 3,6 %, 19 % sind Rentner. Etwas über 60 % der Erwerbstätigen sind im Dienstleistungssektor tätig (Handel, Hotel- und Gastgewerbe, Banken, öffentliche Verwaltung und Gesundheitswesen), etwa 13 % arbeiten im produzierenden Gewerbe, 10 % in der Landwirtschaft und 8 % im Bauwesen. Die wichtigsten Wirtschaftszweige sind unter anderem Lachsfischerei, Schiffbau, Maschinenbau, Sägewerke, Düngemittelproduktion sowie die Herstellung von Tweed und Trikotagen.

## Sport
Berwick ist die einzige englische Stadt, deren Fußballmannschaft, Berwick Rangers, und deren Rugbymannschaft in der jeweiligen schottischen Liga spielen. Das Speedway-Team der Berwick-Bandits fährt in der Britischen Premier League (2. Liga).

## Geschichte

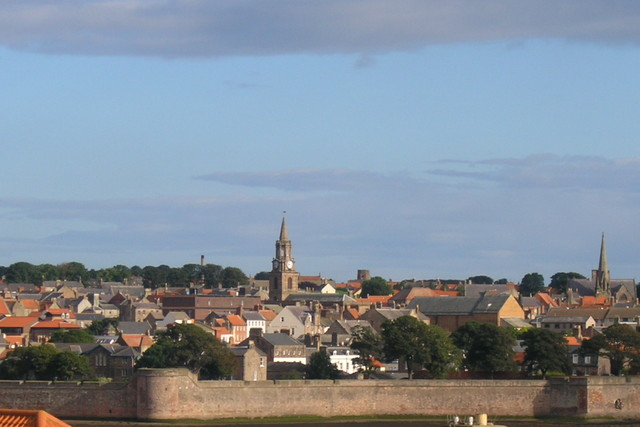
Berwick-upon-Tweed vom Südufer des Tweed aus gesehen

Eine erste Siedlung entstand gegen Ende des 1. Jahrtausends; sie gehörte damals zum Königreich Northumbria. 1018 musste Northumbria nach der Schlacht bei Carham alle Gebiete nördlich des Tweed an die Schotten abtreten. Im ersten Viertel des 12. Jahrhunderts machte König David I. Berwick zu einer der vier königlichen Burgen.
Nicht zuletzt dank der damit verbundenen Privilegien entwickelte sich die Stadt zu Schottlands bedeutendstem Hafen, der im 13. Jahrhundert mehr als ein Viertel aller Zolleinnahmen des Landes erbrachte. Der Export von Holz, Getreide und Lachsen machte Berwick zur größten und reichsten Stadt Schottlands. Eine zeitgenössische Beschreibung der Stadt behauptete, sie sei „so stark bevölkert und so wichtig für den Handel, dass man sie zu Recht als zweites Alexandria bezeichnen könnte, dessen Reichtum die See und dessen Mauer das Wasser war“.
Dieses „goldene Zeitalter“ Berwicks endete mit der Zerstörung der Stadt durch Eduard I. von England im Jahre 1296. Aufgrund seiner strategischen Lage an der jahrhundertelang umkämpften englisch-schottischen Grenze stand Berwick-upon-Tweed in der Folge im Zentrum der kriegerischen Auseinandersetzungen. Zwischen 1296 und 1482 wechselte der Besitz der Stadt nicht weniger als dreizehnmal zwischen England und Schottland, und sie wurde häufiger angegriffen und belagert als jede andere europäische Stadt.

### Historische Daten
1174 ging Berwick als Pfand für die Unterwerfung Wilhelms I. von Schottland, der bei dem Versuch, Northumberland zu erobern, in die Gefangenschaft Heinrichs II. von England geraten war, an England über. 1190 kaufte Wilhelm I. von Richard Löwenherz seine Unabhängigkeit für 10.000 Mark zurück, die Richard zur Finanzierung seines Kreuzzugs benötigte, und Berwick wurde wieder schottisch. 1216 wurde die Stadt vom englischen König Johann Ohneland zerstört.
Am 30. März 1296 wurde Berwick nach kurzer Belagerung von Eduard I. von England erstürmt und geplündert. Fast alle in der Stadt verbliebenen Bewohner wurden erschlagen, selbst diejenigen, die sich in die Kirchen geflüchtet hatten. Unter Eduard I. wurde mit dem Bau der ersten Stadtmauer begonnen, von der nur geringe Reste erhalten sind. Nachdem der Rebellenführer William Wallace, der die Stadt vorübergehend erobert hatte, am 23. August 1305 in London hingerichtet und gevierteilt worden war, wurde einer seiner Arme in Berwick zur Schau gestellt.
Am 1. April 1318 wurde die Stadt durch Verrat von den Schotten eingenommen; die Burg fiel jedoch erst nach dreimonatiger Belagerung. Am Ende der mehr als dreimonatigen großen Belagerung von 1333 ging Berwick nach der Schlacht bei Halidon Hill wieder in englischen Besitz über, in dem es mehr als hundert Jahre blieb, obwohl den Schotten 1355, 1377 und 1384 kurzfristige Rückeroberungen gelangen. Im Oktober 1357 unterzeichneten die schottischen Stände den Vertrag von Berwick, in dem sie sich verpflichteten, 100.000 Mark Lösegeld für König David II. aufzubringen, der in der Schlacht von Neville’s Cross am 17. Oktober 1346 in englische Gefangenschaft geraten war.
1461 trat Heinrich VI. von England die Stadt an Schottland ab, um sich für dessen Unterstützung in den Rosenkriegen erkenntlich zu zeigen. 1482 eroberte Richard III. die Stadt. Seitdem steht Berwick unter englischer Verwaltung.
1502 legte ein Vertrag zwischen Heinrich VII. von England und Jakob IV. von Schottland fest, dass Berwick zu England gehöre, aber nicht im Königreich England liege (of but not within the Kingdom of England). Damit wurde eine jahrhundertelange staatsrechtliche Sonderstellung Berwicks begründet. 1551 erhielt Berwick lokale Selbstverwaltung als „county corporate“. Unter der Regierung von Königin Elisabeth I. (1558–1603) wurde die enorme Summe von £ 128.648 in die Modernisierung der Stadtbefestigung investiert. Es soll sich dabei um das teuerste Einzelvorhaben der gesamten elisabethanischen Zeit gehandelt haben. Die Festungsanlagen wurden im damals ganz neuen „neuitalienischen Stil“ mit Bastionen und Kurtinen ausgeführt, der hauptsächlich auf die Verwendung von und den Schutz gegen Artillerie ausgelegt war. Sie sind das einzige erhaltene Beispiel dieses Festungstyps in Großbritannien.
1603 huldigte Berwick als erste englische Stadt Jakob VI. von Schottland auf seinem Weg nach London zur Krönung als Jakob I. von England. 1639 standen sich bei Berwick die Armeen von Karl I. von England und General Alexander Leslie im so genannten „Bischofskrieg“ gegenüber, in dem es darum ging, die presbyterianische Church of Scotland unter die Kontrolle Karls I. zu bringen. Es kam jedoch nicht zur Schlacht; stattdessen unterzeichneten beide Seiten im Juni ein Abkommen, den „Friedensschluss von Berwick“, in dem der König zugestand, dass alle Streitfragen einer neuen Generalsynode oder dem schottischen Parlament vorgelegt werden sollten.
1746 verabschiedete das Parlament den „Wales and Berwick Act“. Dieses Gesetz bestimmte, dass alle Gesetze Englands auch für Berwick Geltung haben sollten. Bis zu diesem Zeitpunkt musste die Gültigkeit eines Gesetzes für Berwick-upon-Tweed im Gesetzestext ausdrücklich vermerkt werden. Berwick blieb jedoch eine eigenständige Verwaltungseinheit. Durch das Reformgesetz von 1832 verringerte sich die Anzahl der Parlamentssitze für Berwick von zwei auf einen. Durch die Gebiets- und Verwaltungsreform von 1885 verlor Berwick das Recht auf eine eigene parlamentarische Vertretung. Seitdem bildet es einen Wahlkreis der Grafschaft Northumberland. Erst durch die Verwaltungsreform von 1974 verlor Berwick-upon-Tweed seine letzten Sonderrechte und wurde völlig in die Grafschaft Northumberland eingegliedert.
Bis heute wird von schottischer Seite immer wieder gefordert, dass Berwick zu Schottland gehören solle.

### Der Kriegszustand mit Russland
Der „Kriegszustand mit Russland“ ist eine moderne Sage unklaren Ursprungs, die ein britischer Fernsehsender bereits in den 1970er Jahren widerlegte.
Aufgrund der traditionellen staatsrechtlichen Sonderstellung Berwicks bezogen sich offizielle Bekanntmachungen noch bis 1885 häufig auf „England, Schottland und die Stadt Berwick-upon-Tweed“. Dazu soll auch die Kriegserklärung an Russland im Krimkrieg von 1854 gehört haben, die Königin Victoria mit „Viktoria, Königin von Großbritannien, Irland, Berwick-upon-Tweed und allen britischen Besitzungen“ unterschrieben haben soll. Bei der Unterzeichnung des Friedensvertrages von Paris 1856 sei Berwick-upon-Tweed jedoch vergessen worden. Formal hätte sich also eine der kleinsten Städte Großbritanniens 113 Jahre lang im Kriegszustand mit einem der mächtigsten Staaten der Welt befunden. Erst 1966 besuchte ein sowjetischer Gesandter den Bürgermeister Robert Knox und unterzeichnete mit ihm einen formellen Friedensvertrag. Angeblich soll Knox danach gesagt haben: „Bitte teilen Sie dem russischen Volk mit, dass es von jetzt an ruhig in seinen Betten schlafen kann.“ Einige Kommentatoren haben allerdings darauf hingewiesen, dass Knox mit dem Abschluss eines Friedensvertrages seine Kompetenzen als Bürgermeister überschritten habe, da er im Hinblick auf internationale Beziehungen nicht der Rechtsnachfolger von Königin Viktoria gewesen sei, und das Problem somit weiterhin bestehe.
Von anderer Seite wurde jedoch darauf hingewiesen, dass seit dem Wales and Berwick Act 1746 eine separate Erwähnung der Stadt überflüssig geworden sei und somit ein eigener „Kriegszustand“ nie bestanden habe, da sämtliche Hoheitsrechte von diesem Zeitpunkt an von Großbritannien wahrgenommen wurden.
Tatsächlich wurde Berwick gar nicht auf der Kriegserklärung an Russland im Krimkrieg von 1854 erwähnt, wie ein britischer Fernsehsender 1970 ermittelte.

## Sehenswürdigkeiten
- Befestigungsanlagen um die Altstadt. Während die verfallende normannische Burganlage Berwick Castle im 19. Jahrhundert fast völlig niedergelegt wurde, um Platz für die Eisenbahnlinie (East Coast Main Line) und den Bahnhof zu schaffen, blieben die elisabethanischen Wallanlagen trotz umfangreicher Umbauten im 18. Jahrhundert größtenteils erhalten und sind eines der schönsten Beispiele einer Renaissance-Festung in Nordeuropa.
- Old Bridge, die alte Tweed-Brücke, erbaut zwischen 1611 und 1634 auf Anordnung König Jakobs I., eine 355 m lange Bogenbrücke aus Sandstein mit 15 Öffnungen. Sie war Teil der Hauptstraße von London nach Edinburgh und dient bis heute als (Einbahn-)Straßenbrücke.
- Die anglikanische Dreifaltigkeitskirche (Church of Holy Trinity) wurde unter Cromwell zwischen 1650 und 1652 erbaut und ist durch ihren puritanischen Stil bemerkenswert. Sie hat zum Beispiel keinen Glockenturm; zu den Gottesdiensten wird die Glocke des benachbarten Rathauses geläutet.
- Die Berwick Barracks sind die älteste eigens zu diesem Zweck erbaute Infanteriekaserne in England (bis dahin waren die Soldaten in Privatquartieren untergebracht). Sie entstanden zwischen 1717 und 1721, vermutlich nach einem Entwurf von John Vanbrugh, und beherbergen heute das stadtgeschichtliche Museum, eine Ausstellung zur Geschichte der britischen Infanterie und das Museum der King's Own Scottish Borderers. Dieses Regiment war von 1882 bis Mitte der 60er Jahre in Berwick stationiert; das Regimentskommando befindet sich noch immer dort.
- Das Rathaus (Guildhall), in den 1750er Jahren im klassizistischen Stil erbaut, beherrscht mit seinem 50 m hohen Turm das Stadtbild. Es beherbergte früher im Obergeschoss das Stadtgefängnis (heute Museum).
- Die Royal Border Bridge, entworfen und erbaut unter Leitung von Robert Stephenson zwischen 1847 und 1850 (Eröffnung durch Königin Viktoria), ist ein 658 m langer Eisenbahnviadukt mit 28 Bögen und einer Höhe von 38 m. Über sie verläuft die East Coast Main Line.
- Die Royal Tweed Bridge wurde 1928 fertiggestellt und war damals mit 110 m Länge die Stahlbetonbrücke mit der größten Spannweite in Großbritannien. Sie war als Teil der Autostraße A1 geplant, die heute über eine Ortsumgehung im Westen der Stadt verläuft, und wurde zu Beginn der 2000er Jahre generalsaniert.
- Die 1820 erbaute Union Bridge führt 8 km oberhalb der Stadt über den Tweed und ist die älteste noch in Betrieb befindliche Hängebrücke der Welt.
- 11 Kilometer nördlich der Stadt befindet sich das Ayton Castle, ein neugotischer Bau aus dem 19. Jahrhundert, der immer noch der Wohnsitz einer Adelsfamilie ist. Besichtigungen sind aber möglich.

## Persönlichkeiten
- Mason Jackson, Kupferstecher, geboren in Berwick ca. 1820
- Alexander Knox (1907–1995), kanadischer Schauspieler, starb in Berwick
- Der Maler L. S. Lowry (1887–1976) verbrachte regelmäßig seinen Urlaub in Berwick und schuf zahlreiche Bilder der Stadt und des Strandes.[5]
- Henry Travers (1874–1965), britischer Schauspieler, welcher u. a. den Engel in Ist das Leben nicht schön? spielte, wuchs in Berwick auf
- Wendy Wood (1892–1981), die umstrittene Gründerin der Scottish Patriots, wurde mehrfach verhaftet, weil sie Grenzmarkierungen an die alte Tweed-Brücke versetzt hatte.
- Trevor Steven (* 1963), Fußballspieler
- Lucy Bronze (* 1991), englische Fußballnationalspielerin, geboren in Berwick
- Guy Learmonth (* 1992), Mittelstreckenläufer

## Städtepartnerschaften
Berwick-upon-Tweed unterhält Städtepartnerschaften mit folgenden Städten:
- City of Casey, ehemals Berwick (Victoria), Australien, seit 1982
- Haan, Deutschland, seit 1982
- Sarpsborg, Norwegen, seit 1990
- Berwick (Pennsylvania), USA, seit 1998
- Trzcianka, Polen, seit 2000